# Zhongtian, Sichuan
Zhongtian (kinesiska: 中天真, 中天) är en köping i Kina. Den ligger i provinsen Sichuan, i den sydvästra delen av landet, omkring 88 kilometer sydost om provinshuvudstaden Chengdu.
Genomsnittlig årsnederbörd är 1 238 millimeter. Den regnigaste månaden är juli, med i genomsnitt 335 mm nederbörd, och den torraste är december, med 8 mm nederbörd.